# Kepuharum
Kepuharum is een bestuurslaag in het regentschap Mojokerto van de provincie Oost-Java, Indonesië. Kepuharum telt 2107 inwoners (volkstelling 2010).